# Wang Ling
Wang Ling (王玲S, Wáng LíngP; Liaoyang, 9 giugno 1978) è un'ex cestista cinese.

## Carriera
Con la Cina ha disputato i Giochi olimpici di Atene 2004.